# Alison Pill
 Alison Courtney Pill (Toronto, 27 november 1985) is een Canadees actrice. Ze werd in 2006 genomineerd voor een Tony Award voor haar rol in het toneelstuk The Lieutenant of Inishmore. In 2009 werd ze genomineerd voor een Screen Actors Guild Award samen met de hele cast van de biopic Milk, waarin ze de militante lesbische activiste Anne Kronenberg speelt.
Na ervaring opgedaan te hebben in zeven televisiefilms en met gastrollen in verschillende televisieseries, debuteerde Pill in 1999 op het witte doek als Jessica in het misdaadrama The Life Before This. Sindsdien speelde ze in meer dan tien bioscooptitels en had ze in In Treatment (als kankerpatiënte) en het controversiële The Book of Daniel haar eerste wederkerende rollen in televisieseries.
Pill trouwde in mei 2015 met acteur Joshua Leonard, met wie ze in november 2016 haar eerste kind kreeg, een dochter. 

## Filmografie
*Exclusief 15+ televisiefilms
| - Trap (2024) - Vice (2018) - Ideal Home (2018) - Goon: Last of the Enforcers (2017) - Miss Sloane (2016) - Hail, Caesar! (2016) - Zoom (2015) - Cooties (2014) - Snowpiercer (2013) - To Rome with Love (2012) - Goon (2011) - Portraits in Dramatic Time (2011) - Midnight in Paris (2011) | - Scott Pilgrim vs. the World (2010) - One Way to Valhalla (2009) - Milk (2008) - Dan in Real Life (2007) - Dear Wendy (2005) - The Crypt Club (2004) - Confessions of a Teenage Drama Queen (2004) - Fast Food High (2003) - Pieces of April (2003) - Perfect Pie (2002) - Skipped Parts (2000) - The Life Before This (1999) |

## Televisieseries
*Exclusief eenmalige gastrollen
- Star Trek: Picard - Agnes Jurati (2020-...)
- American Horror Story: Cult - Ivy Mayfair-Richards (2017, elf afleveringen)
- The Family - Willa Warren (2016, twaalf afleveringen)
- The Newsroom  - Maggie Jordan (2012-2014, 25 afleveringen)
- The Book of Daniel - Grace Webster (2006-2010, acht afleveringen)
- In Treatment - April (2009, zeven afleveringen)
- The Pillars of the Earth - Princess/Queen/Emperess Maud (2010, acht afleveringen)

- Biblioteca Nacional de España: XX1544734
- Bibliothèque nationale de France: cb16618426z (data)
- Gemeinsame Normdatei: 1061678245
- International Standard Name Identifier: 0000 0000 4555 9570
- Library of Congress Control Number: no2002076025
- MusicBrainz: fa2498e6-7347-4ce5-8010-a969dc4d33d6
- Nationale Bibliotheek van Israël: 987007424007305171
- SNAC: w64v4fk6
- Système universitaire de documentation: 237623064
- Virtual International Authority File: 14442478
- WorldCat: E39PBJgRWyvGTrHrYkKVFYyPQq